# Hedrick (Indiana)
Pour les articles homonymes, voir Hedrick.
Hedrick est une localité non-incorporée du Jordan Township, comté de Warren, dans l'Indiana, aux États-Unis. 